# Volkswagen Scirocco
Volkswagen Scirocco byl sportovním modelem automobilky Volkswagen. Navazoval na model Karmann-Ghia, vyráběl se ve dvou generacích. Nahrazen byl modelem Corrado. Jeho výroba začala v roce 1974 a končila v roce 1992. V roce 2008 byla výroba sportovního modelu pod stejným názvem obnovena a trvala až do roku 2017.

## 1. generace

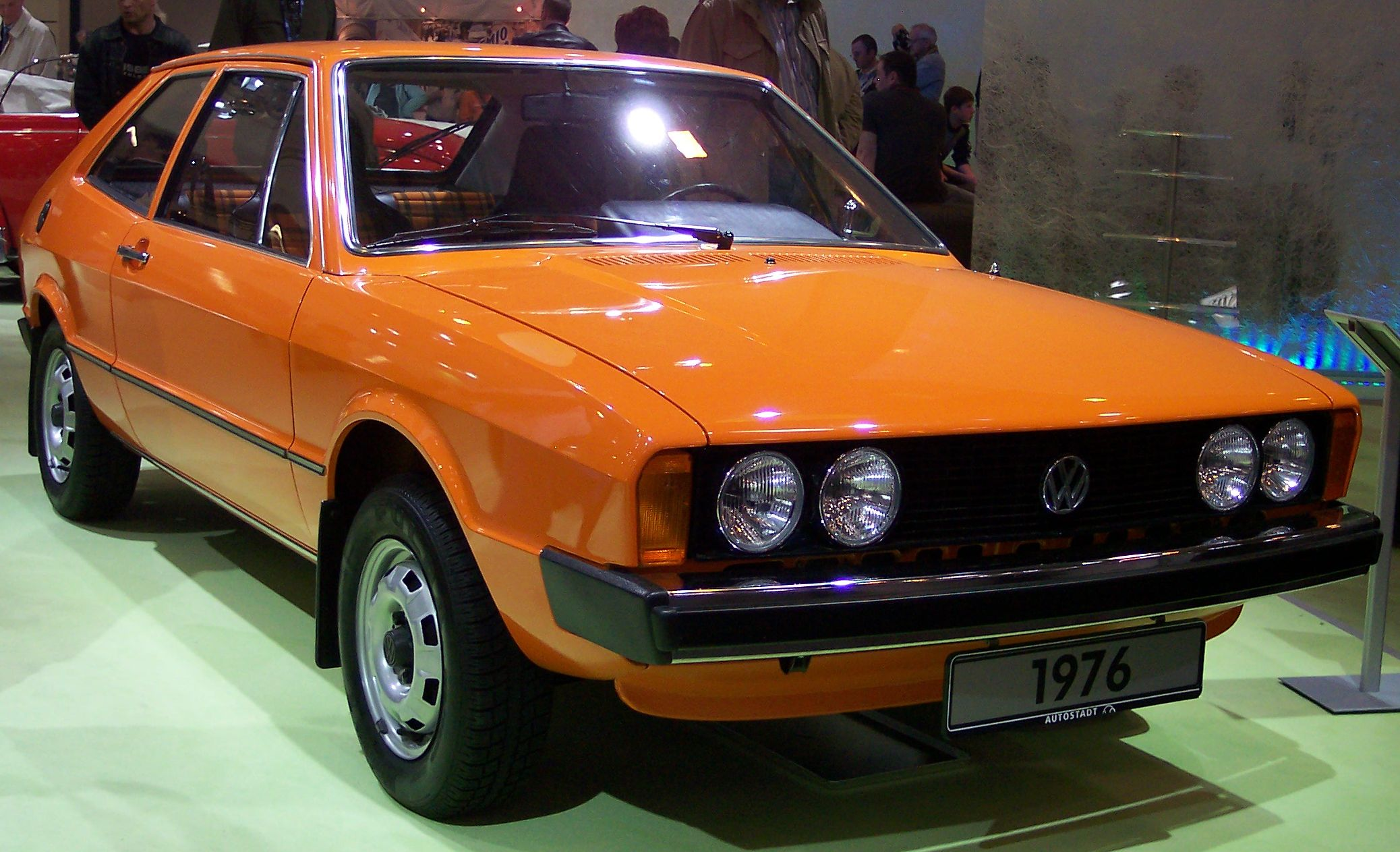
Scirocco I

Výroba první generace probíhala v letech 1974 až 1981 ve městě Osnabrück v Německu. Celkem bylo vyrobeno 504 153 kusů. Scirocco se od předchůdce lišil předním pohonem. Design vozu vytvořil Giorgio Giugiaro. Automobil konstrukčně vycházel z modelu Golf. Na rozdíl od modelu Karmann-Ghia probíhala výroba manufakturně. Od roku 1975 začal jeho prodej i ve spojených státech. Do prodeje přišel s čtyřválcovými motory o objemech od 1,1 do 1,6 litru (1,7 ve spojených státech). Během doby prošel různými designovými změnami. Vyrábělo se i několik limitovaných edicí – "Sidewinder", "Sidewinder II", "Champagne Edition", "Champagne Edition II" a verze "S". Champagne edition II měla pouze černé doplňky. Verze S se pro změnu v roce 1980 dodávala jen ve třech barvách: bílá Alpine, černá a červená Mars s doplňky ve stejné barvě. V roce 1981 se na verzi S objevily i další barvy: Cosmos stříbrná metalíza, Cirrus šedá metalíza a červená Mars Red už bez sjednocených doplňků.
V roce 1978 si Scirocco zahrálo ve filmu Úsvit mrtvých.

### Motory
- 1,1 l
- 1,5 l
- 1,6 l
- 1,7 l

## 2. generace
Druhá generace se objevila v roce 1982. Design byl o něco modernější, změnilo se i umístění zadního spojleru. Výroba opět probíhala u firmy Karmann v Osnabrucku až do roku 1992. Celkem bylo vyrobeno 291 497 kusů. První další úpravou vzhledu prošlo Scirocco už v roce 1984. V témže roce bylo vozidlo vybaveno větší palivovou nádrží a původní výkon motoru 74 hp (55 kW) byl zvýšen na 90 hp (67 kW). V roce 1986 se objevil šestnáctiventilový motor o výkonu 129 hp (95 kW). Tento typ se odlišoval řadou drobných stylistických detailů, aby vypadal sportovněji. Byl určen zejména pro americký trh. V Evropě se prodávala verze GTX 16V o objemu 1,8 litru a výkonu 139 bhp (102 kW). Převodovka byla pětistupňová. Vpředu nezávislé zavěšení na příčných ramenech, vzadu náprava s proměnnou tuhostí. Pérování zajišťovaly vinuté pružiny s teleskopickými tlumiči. Maximální rychlost 210 km/h, spotřeba 11 litrů na 100 km.

### Motory
- 1,3 l – 44 kW
- 1,5 l – 51 kW
- 1,6 l 53–81 kW
- 1,8 l 8V – 66 kW
- 1,8 l 8V – 70 kW
- 1,8 l 8V – 82 kW
- 1,8 l DOHC 16V – 95 kW
- 1,8 l DOHC 16V – 102 kW

### Rozměry
- rozvor 2400 mm
- délka 4210 mm
- šířka 1645 mm
- výška 1305 mm

## 3. generace

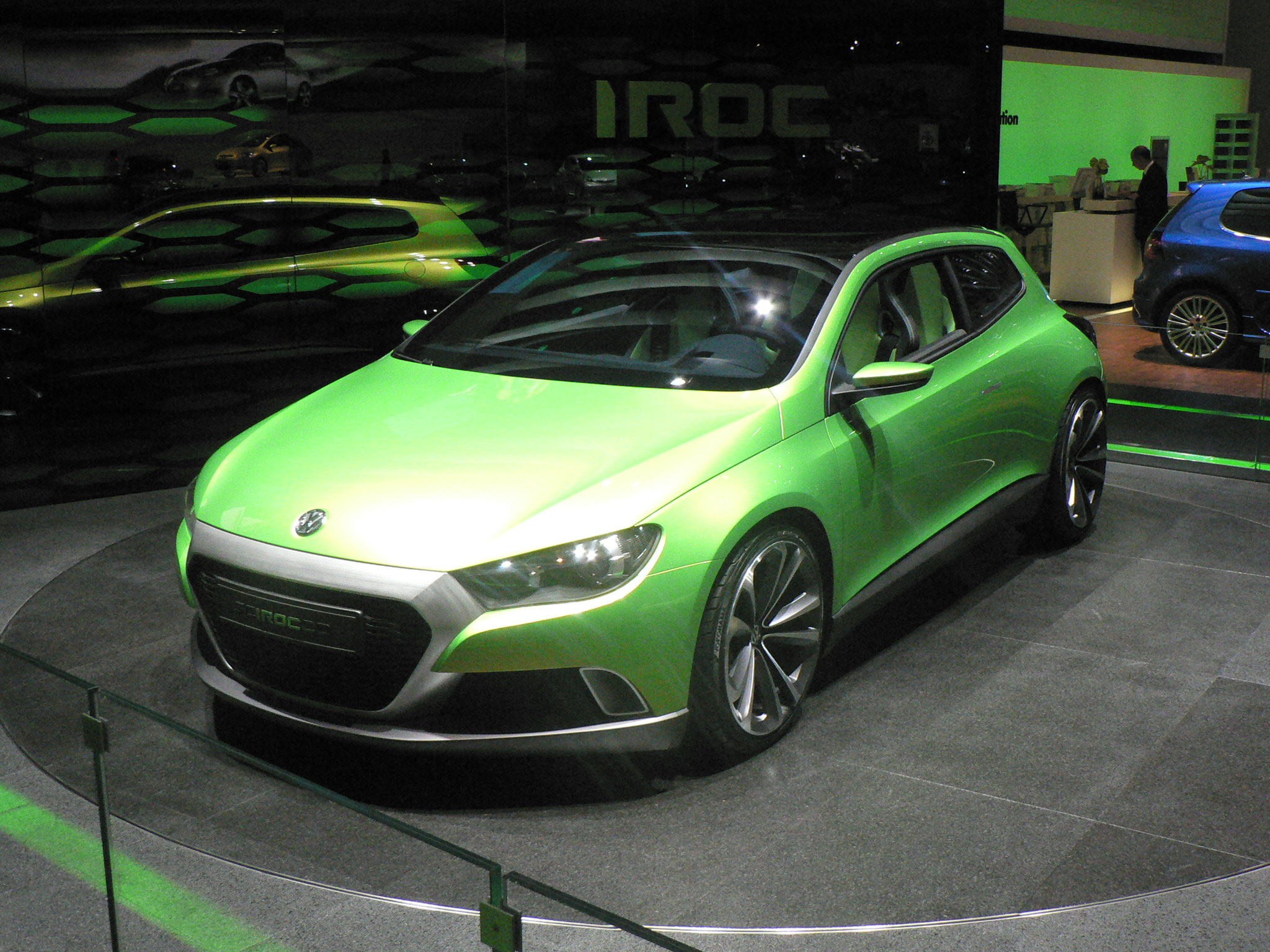
Koncept Iroc

Na Ženevském autosalonu 2008 byla představena třetí generace vycházející z konceptu Iroc. Design nového vozu je naprosto odlišný od dosavadních modelů Volkswagen, které pochází od Murata Günaka. Novým designerem se stal Walter de Silva (Alfa Romeo, Seat) Vozidlo má tenkou linii chladiče s navazujícími světlomety, toto řešení by se mělo objevit i u nového Golfu, který by měl být stejně dlouhý. Vozidlo se vyrábí v portugalské Palmele. Poprvé se v nabídce objevily dieselové motory. V testech EuroNCAP získal vůz nejvyšší ohodnocení pět hvězdiček. Hned v úvodu výroby se objevila speciální edice Collector's Edition. Má speciální lak Oryx White a devatenáctipalcová kola. Bylo vyrobeno jen sto vozů.
Třetí generace se objevila v počítačových hrách Live for Speed a Need for Speed Undercover.

### Scirocco R

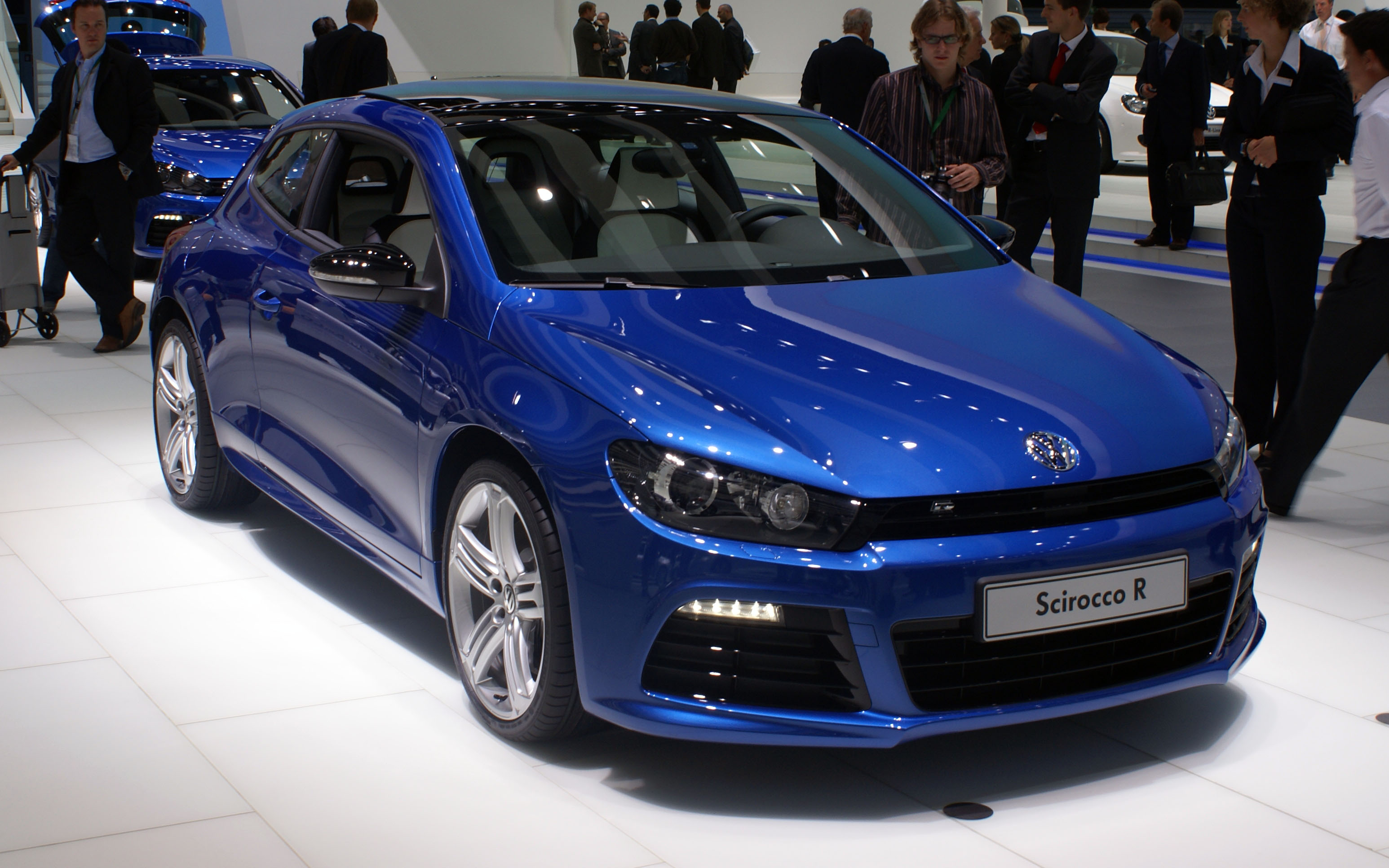
Scirocco R

Volkswagen Scirocco R je sportovní a nejvýkonnější verzí vozu Scirocco vyrobené na základu třetí generace. Od roku 2010 jeho výrobu zajišťuje Volkswagen divize R. Vůz je inspirovaný závodní verzí Scirocco GT24. Má difuzor, dvojitou koncovku výfuku a jiné nárazníky. Zpětná zrcátka jsou lakována černě. Pohání jej dvoulitr TSI o výkonu 195 kW, který je shodný s vozem Audi S3.

### Ve sportu

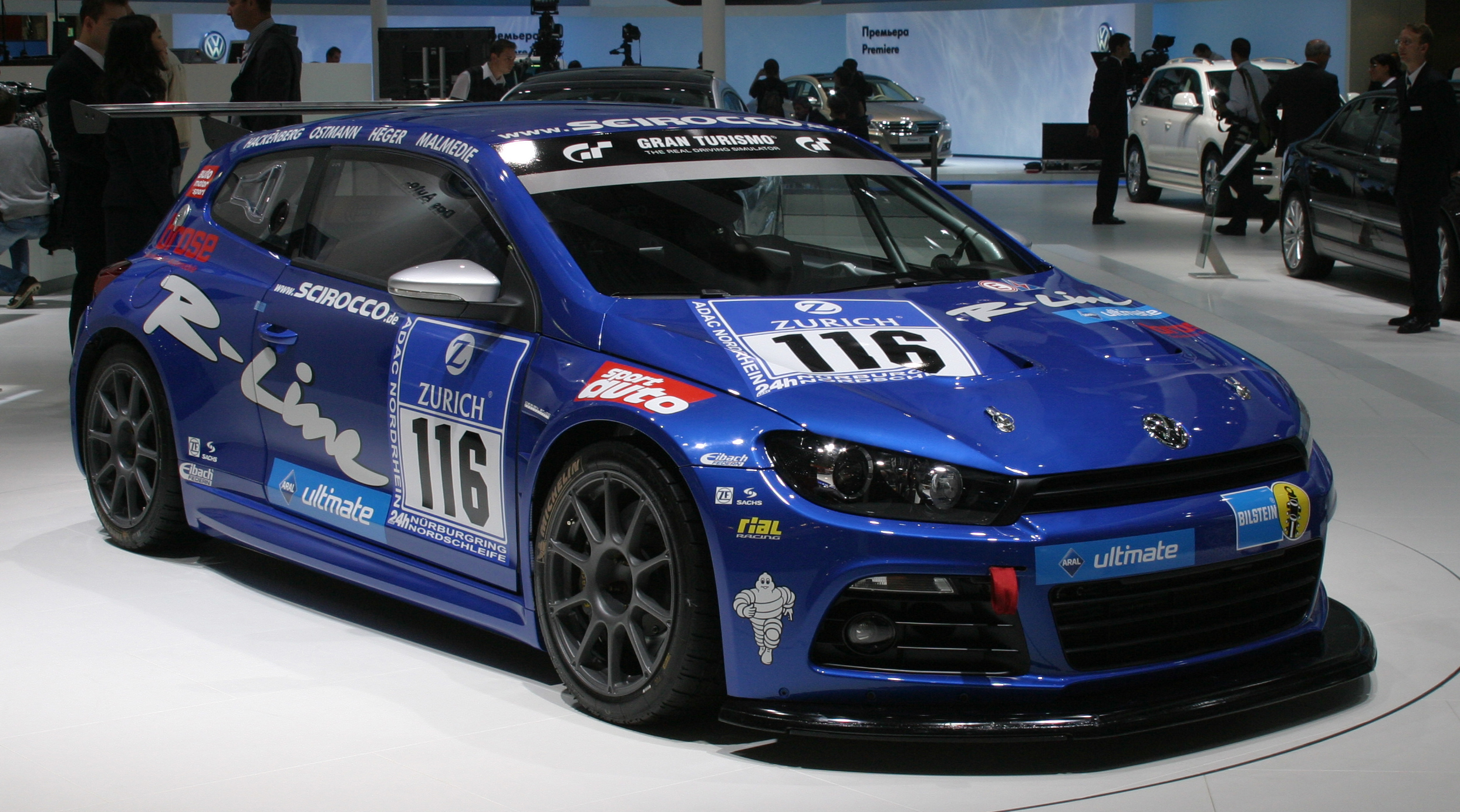
Závodní Scirocco GT24

Třetí generace se zúčastnila závodů na 24 hodin na Německém okruhu Nürburgring v květnu 2008. Vozy si vedly dobře a předjely řadu výkonnějších soupeřů. Joachim Hans dokončil na jedenácté a Carlos Sainz na patnácté pozici.

### Motory
- 1.4 TSI 122 PS (90 kW; 120 hp)
- 1.4 TSI 160 PS (118 kW; 158 hp) – dvojitě přeplňovaný spalovací motor (kompresor + turbodmychadlo) který se v roce 2009 stal motorem roku
- 2.0 TSI 200 PS (147 kW; 197 hp)
- 2.0 TSI 211 PS (155 kW; 207 hp) – pofaceliftový model
- 2.0 TDI 140 PS (103 kW; 138 hp)
- 2.0 TDI 170 PS (125 kW; 168 hp)
- 2.0 TSI 265 PS (195 kW; 261 hp) – verze Scirocco R
- 2.0 TSI 280 PS (206 kW; 276 hp) – verze Scirocco R po faceliftu

### Rozměry 3.generace
- rozvor 2451 mm
- délka 3823 mm
- šířka 1664 mm
- výška 1404 mm
- váha 1298 kg